# Manuel Ruiz (actor)
Manuel Francisco Ruiz García, más conocido como Manuel Ruiz, (San José, 15 de febrero de 1957) es un actor, comediante, y director de teatro. Trabajó haciendo el papel de Paco Barrantes por casi 14 años hasta junio del 2012, en la serie La pensión producción de La Zaranda  que transmite Teletica Canal 7 los viernes.
Manolo como es conocido también es actor y director de teatro.